# Трошино (Курская область)
Тро́шино — деревня в Рыльском районе Курской области. Входит в Пригородненский сельсовет.

## География
Деревня находится на реке Рыло (приток Сейма), в 110 км западнее Курска, в 4,5 км западнее районного центра — города Рыльск, в 5 км от центра сельсовета  — Пригородняя Слободка.
Климат
Трошино, как и весь район, расположен в поясе умеренно континентального климата с тёплым летом и относительно тёплой зимой (Dfb в классификации Кёппена).

## Население
| 2002 | 2010 |
| ---- | ---- |
| 2    | ↘1   |

## Транспорт
Трошино находится в 2,5 км от автодороги регионального значения 38К-017 (Курск — Льгов — Рыльск — граница с Украиной), в 3,5 км от автодороги 38К-040 (Хомутовка — Рыльск — Глушково — Тёткино — граница с Украиной), в 1,5 км от автодороги межмуниципального значения 38Н-558 (Рыльск — Дурово — Ломакино — граница с Глушковским районом), в 6,5 км от ближайшей ж/д станции Рыльск (линия 358 км — Рыльск).
В 172 км от аэропорта имени В. Г. Шухова (недалеко от Белгорода).